# Electrafixion
Electrafixion – brytyjski zespół rockowy grający rock alternatywny założony przez Iana McCullocha i Willa Sergeanta z zespołu Echo & the Bunnymen w 1994.
Electrafixion wydał jeden album studyjny, Burned, cztery single i jeden minialbum (EP) przed rozpadem w 1996 w związku ze wznowieniem działalności Echo & the Bunnymen. Po rozwiązaniu grupy wydano jeszcze jeden singel "Baseball Bill" (1997).
Formację tworzyli również gitarzysta basowy Leon de Sylva i perkusista Tony McGuigan, a w czasie koncertów również basista Julian Phillips (wcześniej z zespołu Marion) i jego brat, perkusista George Phillips.

## Dyskografia

### Albumy studyjne
- Burned (1995):

1. "Feel My Pulse" – 4:23
2. "Sister Pain" – 4:15
3. "Lowdown" (McCulloch, Sergeant, Johnny Marr) – 4:35
4. "Timebomb" – 4:38
5. "Zephyr" – 4:12
6. "Never" – 4:46
7. "Too Far Gone" (McCulloch, Sergeant, Marr) – 4:48
8. "Mirrorball" – 3:56
9. "Who’s Been Sleeping in My Head?" – 4:00
10. "Hit by Something" – 3:28
11. "Bed of Nails" – 3:51
12. "Zephyr" – 4:54
13. "Burned" – 5:45
14. "Mirrorball" – 4:05
15. "Rain on Me" – 5:35
16. "Never" (Utah Saints 'Blizzard On' Mix) – 6:36

### Minialbumy
- Zephyr (1994) – YZ 865 T/C/D (Warner Music Group); UK #47

### Single
- "Lowdown" (1995, WEA/Warners, YZ 977 X/C/CD) UK #54
- "Never" (1995, WEA/Warners, WEA 022C/CD/CDX) UK #58
- "Sister Pain" (1996, WEA/Warners, WEA 037 CD1/CD2/CD3) UK #27
- "Baseball Bill" (1997, Phree, 7", PHREE 1)